# Paratrigona opaca
Paratrigona opaca är en biart som först beskrevs av Cockerell 1917.  Paratrigona opaca ingår i släktet Paratrigona och familjen långtungebin. Inga underarter finns listade.

## Utseende
Det är ett litet bi. Arbetarna blir omkring 5 mm långa. Kroppen är övervägande svart och nästan hårlös, med ljusgula mundelar och gula markeringar på mellankroppen. Vingarna är gråaktiga med en blekgul fläck vid basen och brunsvarta ribbor.

## Ekologi
Släktet Paratrigona tillhör de gaddlösa bina, ett tribus (Meliponini) av sociala bin som saknar fungerande gadd. De har dock kraftiga käkar, och kan bitas ordentligt.
Arten har bland annat setts på Rhynchanthera, ett släkte inom medinillaväxterna.

## Utbredning
Paratrigona opaca är ett mellanamerikanskt bi som förekommer i delstaten Chiapas i sydligaste Mexiko, departementen Boyacá, Cundinamarca och Meta i Colombia, departementet Santander i Colombia, provinserna Limón, Puntarenas och San José i Costa Rica, provinsen Napo i Ecuador, departementet Alta Verapaz i Guatemala samt i Panama. Den har även påtrffats i delstaten Pará i norra Brasilien.